# Новая газета
«Новая газета» (у перекладі з рос.  — «Нова газета») — російська суспільно-політична газета. Відома опозиційною ліберально-демократичною та правозахисною орієнтацією, а також журналістськими розслідуваннями. Шістьох журналістів видання, зокрема Юрія Щекочихіна, Ганну Політковську та Анастасію Бабурову, вбили через їхню професійну діяльність.
Заснована 1 серпня 1993 року. Видають у Москві, регіонах Росії та низці інших країн. З 2009 року видання виходить друком по понеділках, середах і п'ятницях, англомовні статті на сайті публікують неперіодично.
Власниками газети є зокрема підприємець Олександр Лебедєв та колишній президент СРСР Михайло Горбачов. Їм належать відповідно 14 % і 10 % акцій. Решту 76 % контролюють співробітники «Нової газети». З 2013 року Лебедєв очолює «бюро розслідувань» газети.

## Історія
Газета створена групою журналістів (Дмитро Муратов, Сергій Кушнерьов, Павло Вощанов, Акрам Муртазаєв, Дмитро Сабов та інші), що залишили «Комсомольську правду» та створили видання під назвою «Нова щоденна газета». Михайло Горбачов, давній партнер видання, ще у 1993 році на частину коштів з Нобелівської премії придбав 8 комп'ютерів для цієї групи з 30 журналістів. Перший номер вийшов 1 квітня 1993 року 100-тисячним накладом. Перші три місяці виходила раз на тиждень, з липня 1993 — щоденна. З лютого по серпень 1995 року газета не виходила через фінансові труднощі. З серпня 1995 року відновлена як тижневик. У 1996 році зареєстрована як АНО РІД «Новая газета».
З 1995 року до листопада 2017 року головним редактором видання був Дмитро Муратов.

## Видання
«Новая газета» виходить тричі на тиждень: по понеділках, середах і п'ятницях. Формат розвороту газети — A2, смуги — A3.
Станом на 15 червня 2012 року загальний наклад газети становив 284 500 примірників. На 17 квітня 2019 року — 123 400 примірників.
Газета друкується у Владивостоці, Єкатеринбурзі, Москві, Рязані, Санкт-Петербурзі, закордонні випуски — у Німеччині та Казахстані.
До 2009 року газета виходила двічі на тиждень: по понеділках і четвергах. По п'ятницях до кінця 2008 року виходив окремий щотижневий кольоровий огляд «Новая газета. Свободное пространство». Нині огляд є частиною п'ятничного випуску «Нової газети», першим шеф-редактором якого був Юрій Сафронов.
Вкладками щомісяця виходить тематичний додаток «Правда ГУЛАГу». Матеріали опублікованих випусків газети, вкладок і додатків доступні на сайті газети в загальному архіві. У минулому в якості вкладок випускалися газети «ОГФ», «Яблука», російська версія «Le Monde diplomatique», нова автомобільна газета «ШОФЕР», науково-популярний додаток «Кентавр», банківський додаток «Банкнота».

## Колектив
- Головний редактор — Дмитро Муратов.
- Видавець, голова редакційної колегії та ради директорів — Дмитро Муратов.
- Провідні співробітники та оглядачі[9]:

| - Юлія Латиніна - Юрій Рост - Ірина Петровська - Станіслав Рассадін - Олег Хлєбников - Олена Дякова - Леонід Нікитинський - Зоя Єрошок - Павло Фельгенгауер - В'ячеслав Ізмайлов - Дмитро Биков - Артемій Троїцький | - Діна Рубіна - Павло Вощанов - Євген Бунімович - Олександр Геніс - Олена Масюк - Павло Канигін - Слава Тарощина - Кім Смирнов - Лариса Малюкова - Олена Мілашина - Галина Мурсалієва |

Редакційна колегія:
| - Роман Анін — редактор відділу розслідувань; - Ольга Боброва — заступник головного редактора; - Руслан Дубов — відповідальний секретар; - Олександр Лебедєв — заступник головного редактора; - Андрій Ліпський — заступник головного редактора; - Лариса Малюкова — оглядач; - Кирило Мартинов — редактор відділу політики та економіки; - Костянтин Полєсков — випусковий редактор сайту; | - Олексій Полухін — заступник головного редактора; - Надія Прусенкова — пресслужба; - Георгій Розинський — заступник головного редактора; - Юрій Рост — оглядач; - Петро Саруханов — головний художник; - Сергій Соколов — заступник головного редактора; - Ольга Тимофеєва — редактор відділу культури; - Віталій Ярошевський — заступник головного редактора. |

У газеті також публікувалися Михайло Горбачов, Юрій Шевчук, Андрій Бітов, Сергій Юрський, Віктор Шендерович та інші публічні особи.

## Журналістські розслідування
«Новая газета» — одна з небагатьох в Росії, що займається журналістськими розслідуваннями.
- Справа «Mabetex». 28 лютого 2000 року у «Новій газеті» вийшов матеріал, де йшла мова про те, у 1995-1996 роках фінансові розрахунки з фірмами «Mercata», «Mabetex» та іншими, що виводили кошти держбюджету через управління справами президента РФ, готувалися особисто першим заступником міністра фінансів Михайлом Касьяновим[15].
- Вибухи житлових будинків у Росії в 1999 році[16].
- Дії офіційних осіб під час і після операції зі звільнення заручників у театрі на Дубровці[17].
- Замах на Германа Галдецького, який займався розслідуваннями затримань і сексуальних домагань до дівчат з боку співробітників московської міліції.
- Випадок зґвалтування і вбивства Ельзи Кунгаєвої полковником Юрієм Будановим[18].
- Дії офіційних осіб під час і після захоплення заручників у Беслані[19].
- Міліцейська спецоперація у Благовіщенську (Башкортостан), що супроводжувалася порушеннями прав людини[20]. За даними «Нової газети», були побиті сотні людей, а десятки жінок зґвалтовані. Офіційно потерпілими були визнані 56 осіб. Згідно з повідомленням «Lenta.ru», башкирські правозахисники з організації «За права людини» стверджують, що в прокуратурі заяви від постраждалих приймати відмовлялися. Як повідомили журналісти, спеціальна комісія центрального апарату МВС називала велику чисельність постраждалих — за різними оцінками до 1000 осіб[21].
- Випадок викрадення Зелімхана Мурдалова співробітником Ханти-Мансійського ОМОНу Сергієм Лапіним[22].
- Випадок розстрілу мирних громадян у Чечні капітаном ГРУ Едуардом Ульманом і його командою.
- Російський ландромат — відмивання виведених з Росії більше $20 млрд[14][23].
- Групи смерті — розслідування самогубств підлітків у 2015-2016 роках.
- Переслідування та вбивства гомосексуалів у Чечні[24][25][26][27].
- Шахрайство адміністрації міста Сочі з дозволами на будівництво. Знесення будинків, позбавлення громадян власності[28].
- Журналіст газети Павло Канигін зібрав докази збиття Boeing 777 біля Донецька, які доводили непричетність ЗСУ до теракту, на чому наголошувала російська сторона та фахівці російського концерну «Алмаз-Антей»[29].

Газета відстежувала, а в окремих випадках і ініціювала судові розгляди.

## Власники та фінансування
Контрольний пакет ауцій видання (76 %) належить колективу, 14 % — бізнесмену Олександру Лебедєву, 10 % — Михайлу Горбачову.
У лютому 2002 року представник центру зв'язків із громадськістю ФСБ Ілля Шабалкін заявив, що у газети є фінансові розбіжності з фондом Джорджа Сороса, проте представники фонду і редколегія це спростували.
Як з'ясували «Известия», «Нова газета» отримувала пряму державну грошову підтримку від уряду Нідерландів.
Одним зі спонсорів видання є співвласник «Yota Devices» Сергій Адоньєв. У 2019 головний редактор «Нової газети» Дмитро Муратов підтвердив, що Адоньєв фінансує видання.
З вересня 2018 року газета фінансується через краудфандинговий проєкт «Співучасники».

## Думки про газету
- Президент Росії Дмитро Медведєв на кулуарній зустрічі з головним редактором газети Дмитром Муратовим та Михайлом Горбачовим 29 січня 2009 року сказав, що серед інших газет він регулярно читає і «Нову» в електронному форматі, а також що цю газету любити не треба, але вона повинна виходити і критикувати уряд. У квітні 2009 року Медведєв дав інтерв'ю Дмитру Муратову[38].
- Академік РАН, президент Міжнародного фонду «Демократія», колишній член Політбюро ЦК КПРС Олександр Яковлєв в інтерв'ю «Новій газеті» назвав її найпатріотичнішою, що відстоює інтереси Росії[39].
- Журналіст Наталія Геворкян вважає, що в Росії давно забули, що таке журналістське розслідування. Крім «Нової газети», ніхто не намагається «рити носом землю», ризикувати і ретельно перевіряти інформацію[40].
- За журналом «Експерт», «Нова газета» «відома своїми розслідуваннями, що періодично публікуються зливом компроматів»[41].
- У матеріалі журналіста Гая Чейзана у «The Wall Street Journal» сказано, що "Росія — одне з найнебезпечніших для журналістів місць у світі. А найнебезпечніше в Росії місце для журналістів — «Новая газета»[42].
- Оглядач газети «Известия» та журналу «Експерт» Максим Соколов у своєму інтерв'ю назвав «Нову газету» «апофеозом визвольної вульгарності»[43].
- Поет, письменник та критик Ян Шенкман в інтерв'ю Агентству Політичних новин сказав: «Я не можу читати „Наш современник“ з тих же причин, з яких не можу читати, наприклад, і „Нову газету“. Тенденційність огидна. Тенденційність і ангажованість»[44].
- Історик Леонід Баткін у радіоефірі згадував, що любить і поважає «Нову газету», на якій специфічна викривальна, пряма, атакуюча функція[45].
- За словами одного з власників газети Михайла Горбачова в публікації у «Los Angeles Times», підтримуючи «Нову газету», він підтримує демократію. І це не суперечить захисту ним політики Путіна у публічних висловлюваннях[46]. Газета займається серйозною і сміливою роботою, а вбивство Анни Політковської — жорстокий удар по свободі преси і борцям за демократію[47].
- Головний редактор «Известий» Володимир Мамонтов вважає «Нову газету» виданням, що опонує владі політичних сил, на противагу «Російській газеті» — газеті влади і для влади. Коректність цього опонування є питанням[48].
- Оглядач ліво-ліберальної німецької газети[49] «Франкфуртер Рундшау» Флоріан Гассель у 2001 році приводив «Нову газету» як приклад, будучи запрошеним гостем у дискусії на радіостанції «Ехо Москви». «Це газета, яка часто ще публікує значні скандали, факти в тому числі — вважає Хассель, — І насправді, звичайно, перший канал і другий канал повинні були повідомляти про це щопонеділка, і має бути слідство. Нічого подібного більше немає»[50].
- Пітер Фінн, працівник іноземної служби газети «The Washington Post», розкриває статтю, присвячену неоднозначній ситуації, що склалася у 2007 році навколо самарського відділення «Нової газети», словами про те, що газета є одним з останніх форпостів критичної журналістики в Росії[51].
- На думку Максима Шевченка, влада поважає серед інших опозиційних ЗМІ і «Нову газету», інакше та б це на собі відчувала[52].
- Михайлом Барщевським зроблено зауваження, що підписка на «Нову газету» — те, що може бути зроблено будь-яким незадоволеним ситуацією в країні прихильником ліберально-демократичних ідей[53].
- Віктор Шендерович відносить «Нову» до ЗМІ, що дійсно забезпечують зворотний зв'язок у суспільстві[54].
- Згідно опублікованих Олексієм Панкіним (The Moscow Times, 27.05.03) даних опитування, проведеного серед 50 найбільших компаній Росії та ділових асоціацій, «Нова газета» — третя, після «Версії» і «Независимой газети» по ангажованості (27 %) і ділить з газетою «Известия» 1-е і 2-е місця за необ'єктивністю висвітлення економічних конфліктів[55].

## Вбивства та погрози
Потерпілі співробітники газети, а також афілійовані особи:
- Наталія Естемірова (вбита у 2009 році) — співпрацювала з «Новою газетою»[56].
- Анастасія Бабурова (вбита у 2009 році)[57].
- Станіслав Маркелов (вбитий у 2009 році) — здійснював розслідування «Нової газети»[58].
- Ганна Політковська (вбита у 2006 році)[59].
- Світлана Орлюк (загинула у 1995 році)[60].
- Михайло Комаров, заступник головного редактора рязанского випуску «Нової газети» (пережив замах)[61].
- Юрій Щекочихін (помер від алергічного шоку у 2003 році, однак є версія, що був отруєний)[62].
- Сергій Золовкін (пережив замах у 2002 році)[63].
- Віктор Попков (вбитий у 2001 році)[64].
- Олег Лурьє (пережив замах у 2000 році)[65].
- Ігор Домников (пережив замах у 2000 році, однак помер у лікарні)[66].

Співробітники газети отримували неодноразові анонімні погрози на свою адресу.
- 16 лютого 2006 року на спеціального кореспондента газети Олену Мілашину здійснено напад у Беслані.
- 24 листопада 2006 року двоє провідних журналістів газети отримали анонімні погрози вбивством у зв'язку з розслідуванням проблем на Північному Кавказі та розслідуванням вбивства Ганни Політковської[67].
- 22 грудня 2006 року спецкор Олена Мілашина та редактор сайту «Правда Беслана» Марина Литвинович отримали анонімні погрози з приводу критики парламентської комісії Торшина з розслідування теракту в Беслані.

## Звинувачення у наклепі та дезінформації
3 лютого 1997 року кілька вищих менеджерів ВДТРК опублікували в «Новій газеті» відкритий лист «ТБ-магазин: продаємо програму на завтра», де йшлося про фінансову, творчу та кадрову деградацію телекомпанії. У статті стверджувалося, що голова Едуард Сагалаєв «перетворив компанію на джерело особистого збагачення». 7 лютого 1997 року Сагалаєв подав у відставку. 10 лютого Борис Єльцин призначив головою ВДТРК Миколу Сванідзе, проте викладені у листі факти були визнані Судовою палатою з інформаційних спорів при Президенту Росії недостовірними.
У січні 2005 року департамент інформації та друку Міністерства закордонних справ Росії оприлюднив коментар до статті, опублікованій в «Новій газеті» 24 січня 2005 року із заголовком «ФСБ спорядила свою Гельсінську групу». На думку МЗС, стаття «грубо спотворює реальний стан речей».
За журналом «Эксперт Северо-Запад», «Новая газета» повідомила неперевірене зведення про нібито підготовлений судовий позов проти кінокомпанії «Warner Bros.» без посилання на джерело.
Окремі матеріали ставали предметом судових розглядів за звинуваченнями в публікації помилкових відомостей, що ганьблять честь і гідність.
На початку 2002 року «Новая газета» опублікувала «довідку відділу розслідувань», згідно з якою голова Краснодарського крайового суду нібито жив невідповідно до своїх достатків. З ініціативи Краснодарської крайової кваліфікаційної колегії суддів було зібрано Велике журі Союзу журналістів Росії. Згідно журі, «Новая газета» не підтвердила дискредитуючі відомості «[н]і в самій публікації, ні на засіданні Великого журі», а довідка відділу розслідувань «не робить честі» газеті. Крім того, заголовок журналістської замітки був названий невідповідним її змісту.
Газета публікувала листи, чиї підробки третьою стороною були або визнані двома сторонами конфлікту, або припущені однією стороною. В одному з випадків неперевіреним повідомленням стала підробка від імені п'яти американських конгресменів, де йшлося про спроби Сергія Кирієнка легалізуватися у США. Цей лист було визнано підробленим Держдепартаментом і Сенатом США, а потім і російським судом.
У травні 2016 року газета зазнала критики через публікацію статті свого оглядача Галини Мурсалієвої «Групи смерті (18+)» про секту, що орудує у соцмережі «ВКонтакте» та яка причетна до самогубств 130 підлітків по всій території Росії.

### Спростування газетою власних матеріалів
Матеріали публікацій «Нової газети» неодноразово визнавалися в судових розглядах частково або повністю невідповідними. Згідно закону публікувалися спростування.
На опубліковану у «Новій газеті» у серпні 2000 року статтю «Справу ведуть пахани» пізніше, після отримання листа з Генеральної прокуратури у квітні 2001 року, газетою було опубліковано спростування. У листі було заявлено, що довідка, яка послужила джерелом відомостей для статті «Справу ведуть пахани», є підробкою, а проведена Прокуратурою перевірка підтвердження даних відомостей не виявила.
У 2000 році суд визнав невідповідними дійсності і такими, що ображають честь і гідність позивачів відомості, викладені у статті щодо ряду депутатів Держдуми. Суд постановив спростувати неправдиві відомості, публічно вибачитися і виплатити позивачам 110 тисяч рублів.
У 2003 році був частково задоволений позов першого заступника генпрокурора Росії Юрія Бірюкова до газети про захист честі і гідності. Крім спростування редакція була зобов'язана виплатити Бірюкову 600 тисяч рублів.
У 2004 році судом були визнані не відповідними дійсності і такими, що підривають ділову репутацію відомості у статті щодо Сергія Кирієнка.
У 2004 році «Новая газета» публічно вибачилася за поширення недостовірних відомостей про те, що президент «Роснафти» Сергій Богданчиков був причетний до арешту Михайла Ходорковського.
У 2006 році газета за приписом суду опублікувала спростування ряду тверджень з публікації у справі підводного човна «Курськ». У 2017 році газета виграла справу у Європейському суді з прав людини про необґрунтоване обмеження свободи слова в цій справі.

### Попередження виданню
31 березня 2010 року «Роскомнадзор» виніс «Новій газеті» попередження за висловлювання, спрямовані на підбурювання соціальної, расової та національної ворожнечі, в статті "Банда, агентство, партія. Хто такі «легальні націоналісти», опублікованій 20 січня 2010 року і присвяченій організації «Російський образ», членами якої були підозрювані (на момент написання статті) у вбивстві Станіслава Маркелова та Анастасії Бабурової Микита Тихонов і Євгенія Хасіс.
10 жовтня 2014 року «Роскомнадзор» виніс засновнику та редакції «Нової газети» попередження про неприпустимість використання засобів масової інформації для здійснення екстремістської діяльності за статтю Юлії Латиніної «Якщо ми не Захід, то хто ми?», опубліковану 10 вересня 2014 року. Увечері того ж дня два фрагмента статті на сайті «Нової газети», що викликали невдоволення наглядового органу, були приховані.

## Повідомлення про замовні матеріали
Видання «Проект» у 2019 році звернуло увагу на те, що «Новая газета» не публікує критичні статті про голову державної корпорації «Ростех» Сергія Чемезова. У зв'язку з цим «Проект» вказав, що у 2019 році дві статті про Чемезова, написані журналістами «Нової газети» опубліковані на «Медузі», а в 2014 році у «Новій газеті» з'явилася компліментарна стаття, де діяльність «Ростех» оцінювалася позитивно (причому автор цієї статті написав крім неї у «Новій газеті» тільки комплементарний матеріал про «РусГідро»).